# عقم المقادعة (عبس)

تعديل مصدري - تعديل

عقم المقادعة هي إحدى قرى عزلة بني حسن بمديرية عبس التابعة لمحافظة حجة، بلغ تعداد سكانها 186 نسمة حسب تعداد اليمن لعام 2004.